# 古都 (2005年のテレビドラマ)
『古都』（こと）は、2005年2月5日にテレビ朝日系「土曜ワイド劇場」で放送されたテレビドラマ。原作は川端康成の同名小説。上戸彩が二役で主演している。

## キャスト
- 佐田 千重子（呉服問屋・佐田屋の一人娘） / 苗子（北山杉の村娘） - 上戸彩
- 佐田 太吉郎（呉服問屋・佐田屋のあるじ・千恵子の養父） - 夏八木勲
- 佐田 しげ - 高橋惠子
- 水木 真一 - 小栗旬
- 大友 秀男（手機職人） - 渡部篤郎
- 真砂子 - 北川弘美
- 大友 宗助 - 石井愃一
- 西岡徳馬、朝丘雪路、佐藤二朗、池田努　ほか

## スタッフ
- 監督 - 猪崎宣昭
- 脚本 - 永田優子
- 音楽 - 岩代太郎
- 撮影 - 加藤雄大
- 所作指導 - 小笠原敬承斎
- VFXスーパーバイザー - 道木伸隆
- VFX - マリンポスト
- MC-MILO撮影 - IMAGICA
- 技術協力 - 映広
- 助監督 - 服部大二
- 製作主任 - 高坂光幸（松竹京都映画）
- プロデューサー - 桑田潔（テレビ朝日）、梶野祐司・平部隆明（ホリプロ）
- チーフプロデューサー - 五十嵐文郎（テレビ朝日）
- プロダクション協力 - 松竹京都映画
- 製作 - テレビ朝日・ホリプロ